# ميتسوبيشي إف 2
ميتسوبيشي اف_-2 (Mitsubishi F-2) مقاتلةاعتراضية هجومية تخدم في سلاح الجو الياباني وتم تصنيعها بتعاون شركتي ميتسوبيشي اليابانية ولوكهيد مارتن الأمريكية لصالح اليابان، ونسبة التصنيع بين المؤسستين هي 60% من الحصص لميتسوبيشي و 40 % لشركة (لوكهيد مارتن).
تم البدء في الإنتاج عام 1996 ودخلت أول طائرة إلى الخدمة عام 2000، وبحلول 2008 دخلت حوالي 76 طائرة الخدمة تم العمل على تطوير الطائرة Mitsubishi F-2 تحت برنامج FS-X في الثمانييات، وتم توقيع مذكرة تعاون بين اليابان والولايات المتحدة على تصنيع هذه الطائرة التي لها مواصفات قريبة من مقاتلة اف-16 الأمريكية F-16 Agile Falcon.

## التسليح
1. مدفع رشاش عيار20ملم نوع JM61A1 cannon.
2. تستطيع الطائرة حمل صواريخ جو/جو من طراز سباروام أأي ام وميتسوبيشي أأم.
3. تستطيع الطائرة حمل صواريخ جو /أرض من طرازأ س م-1 وأس م -2المضادة للسفن والمزودة برأس باحثة نوع سي جي-1 أي أي ار(CGS-1 I9IR)